# Aérodrome de Karlstad
L'aéroport de Karlstad (code IATA : KSD • code OACI : ESOK) est situé à 16 km du centre-ville de Karlstad,en Suède.

## Histoire
L'aéroport a ouvert en 1997. L'aéroport a été construit en remplacement de l'ancien aérodrome Karlstad-Jakobsberg (59° 21′ 36″ N, 13° 27′ 58,4″ E), dans le but de réduire les nuisances sonores pour les riverains, en raison de son emplacement à 3 km du centre-ville de Karlstad, et aussi pour élargir la piste.

## Situation

### Carte des aéroports de Suède
| \| 50 km1:2 974 000 \| Montagnes · Sälen Ängelholm–Helsingborg Åre Östersund Arvidsjaur Borlänge Gällivare Göteborg-Landvetter Hagfors Halmstad Hemavan Tärnaby Jönköping Kalmar Karlstad Kiruna Kramfors-Sollefteå Linköping Luleå Lycksele Malmö Mora-Siljan Norrköping Örnsköldsvik Örebro Pajala Ronneby Skellefteå Stockholm-Arlanda Stockholm-Bromma Stockholm-Skavsta Stockholm-Västerås Sundsvall-Timrå Sveg Torsby Trollhättan–Vänersborg Umeå Växjö Vilhelmina Visby |
| 50 km1:2 974 000 |

## Compagnies aériennes et destinations
| Compagnies        | Destinations                                                                   |
| ----------------- | ------------------------------------------------------------------------------ |
| Sunclass Airlines | En saison charter: Las Palmas/Gran Canaria, Palma de Majorque, Rhodes-Diagoras |

Edité le 27/02/2023

## Statistiques
Pour des raisons techniques, il est temporairement impossible d'afficher le graphique qui aurait dû être présenté ici.

Voir la requête brute et les sources sur Wikidata.

Statistiques
| Année | Passagers |
| ----- | --------- |
| 1999  | 271411    |
| 2000  | 291503    |
| 2001  | 262105    |
| 2002  | 216072    |
| 2003  | 171680    |
| 2004  | 160335    |
| 2005  | 144365    |
| 2006  | 113087    |
| 2007  | 119482    |
| 2008  | 118762    |
| 2009  | 84880     |
| 2010  | 82423     |
| 2011  | 108893    |
| 2012  | 100349    |
| 2013  | 109574    |
| 2014  | 83288     |
| 2015  | 93517     |